# Xanthopimpla binodus
Xanthopimpla binodus är en stekelart som beskrevs av Henry Keith Townes, Jr. och Chiu 1970. Xanthopimpla binodus ingår i släktet Xanthopimpla och familjen brokparasitsteklar. Utöver nominatformen finns också underarten X. b. clara.